# Lista de embaixadores dos Estados Unidos no Brasil
Esta é uma lista de embaixadores dos Estados Unidos, ou outros chefes de missão, no Brasil. O título dado pelo Departamento de Estado dos Estados Unidos a esta posição é atualmente "Embaixador Extraordinário e Plenipotenciário" (em inglês:  Ambassador Extraordinary and Plenipotentiary).
| Representante              | Título                                             | Apresentação das Credenciais | Término da Missão       | Designado por         |
| -------------------------- | -------------------------------------------------- | ---------------------------- | ----------------------- | --------------------- |
| Condy Raguet               | Encarregado de Negócios                            | 29 de outubro de 1825        | 16 de abril de 1827     | John Quincy Adams     |
| William Tudor              | Encarregado de Negócios                            | 25 de junho de 1828          | 9 de março de 1830      | John Quincy Adams     |
| Ethan A. Brown             | Encarregado de Negócios                            | 18 de fevereiro de 1831      | 11 de abril de 1834     | Andrew Jackson        |
| William Hunter             | Encarregado de Negócios                            | 7 de janeiro de 1835         | 1 de janeiro de 1842    | Andrew Jackson        |
| William Hunter             | Enviado Extraordinário e Ministro Plenipotenciário | 1 de janeiro de 1842         | 9 de dezembro de 1843   | John Tyler            |
| George H. Proffit          | Enviado Extraordinário e Ministro Plenipotenciário | 11 de dezembro de 1843       | 10 de agosto de 1844    | John Tyler            |
| Henry A. Wise              | Enviado Extraordinário e Ministro Plenipotenciário | 10 de agosto de 1844         | 28 de agosto de 1847    | John Tyler            |
| David Tod                  | Enviado Extraordinário e Ministro Plenipotenciário | 28 de agosto de 1847         | 9 de agosto de 1851     | James K. Polk         |
| Robert C. Schenck          | Enviado Extraordinário e Ministro Plenipotenciário | 9 de agosto de 1851          | 8 de outubro de 1853    | Millard Fillmore      |
| William Trousdale          | Enviado Extraordinário e Ministro Plenipotenciário | 8 de outubro de 1853         | 5 de dezembro de 1857   | Franklin Pierce       |
| Richard K. Meade           | Enviado Extraordinário e Ministro Plenipotenciário | 5 de dezembro de 1857        | 9 de julho de 1861      | James Buchanan        |
| James Watson Webb          | Enviado Extraordinário e Ministro Plenipotenciário | 21 de outubro de 1861        | 26 de maio de 1869      | Abraham Lincoln       |
| James Monroe               | Encarregado de Negócios ad interim                 | 1869                         | 1869                    | Ulysses S. Grant      |
| Henry T. Blow              | Enviado Extraordinário e Ministro Plenipotenciário | 28 de agosto de 1869         | 6 de novembro de 1870   | Ulysses S. Grant      |
| James R. Partridge         | Enviado Extraordinário e Ministro Plenipotenciário | 31 de julho de 1871          | 11 de junho de 1877     | Ulysses S. Grant      |
| Henry W. Hilliard          | Enviado Extraordinário e Ministro Plenipotenciário | 23 de outubro de 1877        | 15 de junho de 1881     | Rutherford B. Hayes   |
| Thomas A. Osborn           | Enviado Extraordinário e Ministro Plenipotenciário | 17 de dezembro de 1881       | 11 de julho de 1885     | James Garfield        |
| Thomas J. Jarvis           | Enviado Extraordinário e Ministro Plenipotenciário | 11 de julho de 1885          | 19 de novembro de 1888  | Grover Cleveland      |
| Robert Adams, Jr.          | Enviado Extraordinário e Ministro Plenipotenciário | 20 de julho de 1889          | 1 de março de 1890      | Benjamin Harrison     |
| Edwin H. Conger            | Enviado Extraordinário e Ministro Plenipotenciário | 19 de dezembro de 1890       | 9 de setembro de 1893   | Benjamin Harrison     |
| Thomas L. Thompson         | Enviado Extraordinário e Ministro Plenipotenciário | 9 de setembro de 1893        | 17 de julho de 1897     | Grover Cleveland      |
| Edwin H. Conger            | Enviado Extraordinário e Ministro Plenipotenciário | 9 de agosto de 1897          | 6 de fevereiro de 1898  | William McKinley      |
| Charles Page Bryan         | Enviado Extraordinário e Ministro Plenipotenciário | 11 de abril de 1898          | 3 de dezembro de 1902   | William McKinley      |
| David E. Thompson          | Enviado Extraordinário e Ministro Plenipotenciário | 1 de abril de 1903           | 16 de março de 1905     | Theodore Roosevelt    |
| David E. Thompson          | Embaixador Extraordinário e Plenipotenciário       | 16 de março de 1905          | 3 de novembro de 1905   | Theodore Roosevelt    |
| Lloyd C. Griscom           | Embaixador Extraordinário e Plenipotenciário       | 6 de junho de 1906           | 2 de janeiro de 1907    | Theodore Roosevelt    |
| Irving B. Dudley           | Embaixador Extraordinário e Plenipotenciário       | 1 de abril de 1907           | 16 de setembro de 1911  | Theodore Roosevelt    |
| Edwin V. Morgan            | Embaixador Extraordinário e Plenipotenciário       | 4 de junho de 1912           | 23 de agosto de 1933    | William H. Taft       |
| Hugh S. Gibson             | Embaixador Extraordinário e Plenipotenciário       | 23 de agosto de 1933         | 3 de dezembro de 1936   | Franklin D. Roosevelt |
| Jefferson Caffery          | Embaixador Extraordinário e Plenipotenciário       | 17 de agosto de 1937         | 17 de setembro de 1944  | Franklin D. Roosevelt |
| Adolf A. Berle, Jr.        | Embaixador Extraordinário e Plenipotenciário       | 30 de janeiro de 1945        | 27 de fevereiro de 1946 | Franklin D. Roosevelt |
| William D. Pawley          | Embaixador Extraordinário e Plenipotenciário       | 13 de junho de 1946          | 26 de março de 1948     | Harry S. Truman       |
| Herschel Vespasian Johnson | Embaixador Extraordinário e Plenipotenciário       | 22 de julho de 1948          | 27 de maio de 1953      | Harry S. Truman       |
| James S. Kemper            | Embaixador Extraordinário e Plenipotenciário       | 18 de agosto de 1953         | 26 de janeiro de 1955   | Dwight D. Eisenhower  |
| James Clement Dunn         | Embaixador Extraordinário e Plenipotenciário       | 11 de março de 1955          | 4 de julho de 1956      | Dwight D. Eisenhower  |
| Ellis O. Briggs            | Embaixador Extraordinário e Plenipotenciário       | 24 de julho de 1956          | 29 de abril de 1959     | Dwight D. Eisenhower  |
| Clare Boothe Luce          | Embaixador Extraordinário e Plenipotenciário       | 29 de abril de 1959          | 1 de maio de 1959       | Dwight D. Eisenhower  |
| John M. Cabot              | Embaixador Extraordinário e Plenipotenciário       | 22 de julho de 1959          | 17 de agosto de 1961    | Dwight D. Eisenhower  |
| Lincoln Gordon             | Embaixador Extraordinário e Plenipotenciário       | 19 de outubro de 1961        | 25 de fevereiro de 1966 | John F. Kennedy       |
| John W. Tuthill            | Embaixador Extraordinário e Plenipotenciário       | 30 de junho de 1966          | 9 de janeiro de 1969    | Lyndon B. Johnson     |
| Charles Burke Elbrick      | Embaixador Extraordinário e Plenipotenciário       | 14 de julho de 1969          | 7 de maio de 1970       | Richard Nixon         |
| William M. Rountree        | Embaixador Extraordinário e Plenipotenciário       | 16 de novembro de 1970       | 30 de maio de 1973      | Richard Nixon         |
| John Hugh Crimmins         | Embaixador Extraordinário e Plenipotenciário       | 13 de agosto de 1973         | 25 de fevereiro de 1978 | Richard Nixon         |
| Robert M. Sayre            | Embaixador Extraordinário e Plenipotenciário       | 8 de junho de 1978           | 19 de setembro de 1981  | Jimmy Carter          |
| Langhorne A. Motley        | Embaixador Extraordinário e Plenipotenciário       | 6 de outubro de 1981         | 6 de julho de 1983      | Ronald Reagan         |
| Diego C. Asencio           | Embaixador Extraordinário e Plenipotenciário       | 20 de dezembro de 1983       | 28 de fevereiro de 1986 | Ronald Reagan         |
| Harry W. Shlaudeman        | Embaixador Extraordinário e Plenipotenciário       | 5 de agosto de 1986          | 14 de maio de 1989      | Ronald Reagan         |
| Richard Huntington Melton  | Embaixador Extraordinário e Plenipotenciário       | 12 de dezembro de 1989       | 16 de dezembro de 1993  | George H. W. Bush     |
| Melvyn Levitsky            | Embaixador Extraordinário e Plenipotenciário       | 1 de junho de 1994           | 17 de junho de 1998     | Bill Clinton          |
| Anthony Stephen Harrington | Embaixador Extraordinário e Plenipotenciário       | 8 de fevereiro de 2000       | 28 de fevereiro de 2001 | Bill Clinton          |
| Cristobal R. Orozco        | Encarregado de Negócios ad interim                 | Fevereiro de 2001            | Abril de 2002           | George W. Bush        |
| Donna Jean Hrinak          | Embaixador Extraordinário e Plenipotenciário       | 23 de abril de 2002          | 26 de junho de 2004     | George W. Bush        |
| John J. Danilovich         | Embaixador Extraordinário e Plenipotenciário       | 2 de setembro de 2004        | 7 de novembro de 2005   | George W. Bush        |
| Philip T. Chicola          | Encarregado de Negócios ad interim                 | Novembro de 2005             | Novembro de 2006        | George W. Bush        |
| Clifford M. Sobel          | Embaixador Extraordinário e Plenipotenciário       | 7 de novembro de 2006        | Agosto de 2009          | George W. Bush        |
| Thomas A. Shannon, Jr.     | Embaixador Extraordinário e Plenipotenciário       | 24 de dezembro de 2009       | Setembro de 2013        | Barack Obama          |
| Liliana Ayalde             | Embaixador Extraordinário e Plenipotenciário       | 12 de setembro de 2013       | 11 de janeiro de 2017   | Barack Obama          |
| P. Michael McKinley        | Embaixador Extraordinário e Plenipotenciário       | 11 de janeiro de 2017        | 5 de novembro de 2018   | Donald Trump          |
| William Popp               | Encarregado de Negócios ad interim                 | 5 de novembro de 2018        | 30 de março de 2020     | Donald Trump          |
| Todd C. Chapman            | Embaixador Extraordinário e Plenipotenciário       | 30 de março de 2020          | 23 de julho de 2021     | Donald Trump          |
| Douglas Koneff             | Encarregado de Negócios ad interim                 | 28 de julho de 2021          | 9 de janeiro de 2023    | Joe Biden             |
| Elizabeth Frawley Bagley   | Embaixadora Extraordinária e Plenipotenciária      | 9 de janeiro de 2023         | 20 de janeiro de 2025   | Joe Biden             |
| Gabriel Escobar            | Encarregado de Negócios ad interim                 | 21 de janeiro de 2025        | em exercício            | Donald Trump          |